# Canone (diritto canonico)

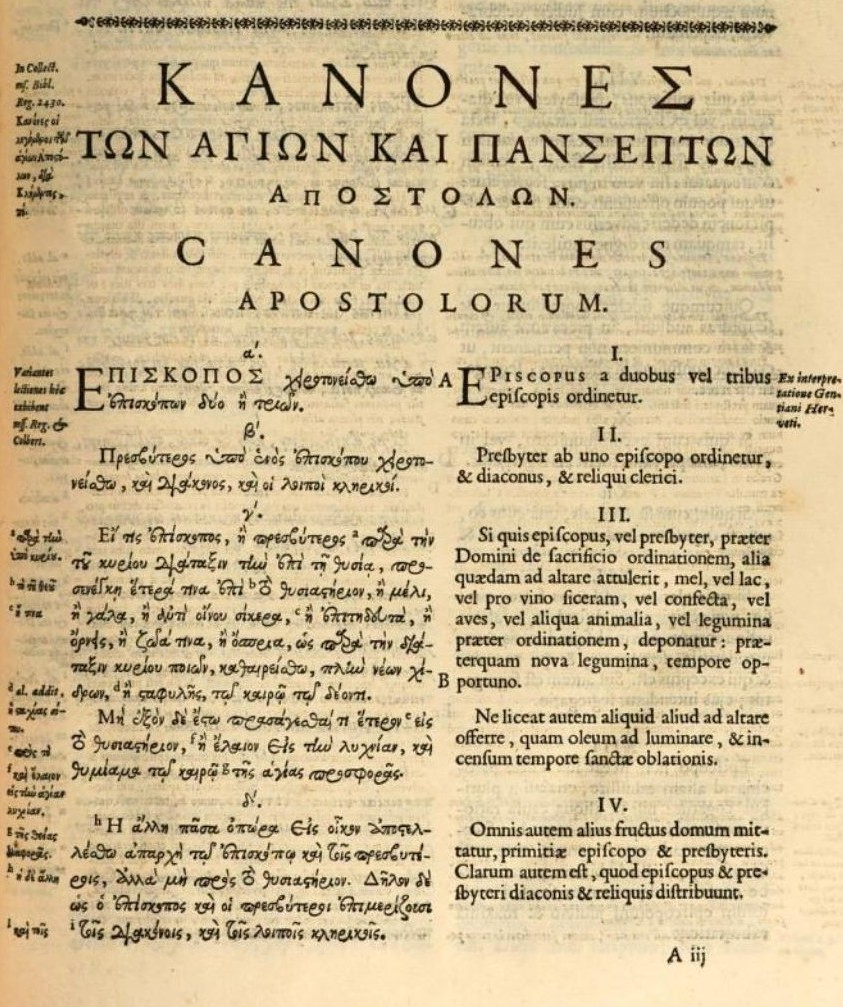
I canoni da 1 a 4 dei canoni apostolici

In diritto canonico, un canone è una norma giuridica fissata da una Chiesa cristiana per essa stessa. 
Il termine deriva dal greco kanon e nel suo uso originario indicava un'asta dritta utilizzata da architetti e artigiani come metro per tracciare linee rette. A partire dal primo concilio ecumenico, il concilio di Nicea I del 325, tale locuzione iniziò a ottenere la denotazione giuridica di una legge promulgata da un sinodo o concilio ecumenico, così come quella di un singolo vescovo.
Nel diritto canonico della chiesa ortodossa, i canoni «sono norme ecclesiastiche emanate dalla Chiesa attraverso la voce collettiva dei vescovi riuniti in sinodi ecumenici o locali, che parlano per ispirazione dello Spirito Santo e in accordo con l'insegnamento di Cristo e con i dogmi della Chiesa». Inoltre, i Padri della Chiesa emanarono canoni o scrissero lettere che alla fine vennero considerate interamente o in parte canoniche. Un posto speciale nel diritto canonico è riservato agli ottantacinque Canoni apostolici, attribuito agli Apostoli.
Nella chiesa cattolica il codice di diritto canonico attualmente, al 2022, in vigore è composto da 1752 canoni.

## Etimologia
La parola è di origine sumerica ed è entrata nella lingua semitica con la radice qnh da cui deriva qaneh (canna, verga e, più tardi, canna di misurazione, regolo).
Entrambi i significati si ritrovano nel greco kanna e kanon che i grammatici alessandrini impiegavano col significato di "regola o standard di eccellenza".